# 조지 휫필드
조지 휫필드(George Whitefield, 1714년 12월 27일 ∼ 1770년 9월 30일) 또는 조지 휘트필드는 영국의 신학자이자 설교자이다. 18세기 영국 존 웨슬리와 감리교운동을 시작하였고, 칼빈주의 감리교 수장이 되어 그 기틀을 다졌다.

## 생애
영국 글로스터에서 태어났다. 영국 옥스퍼드 대학교에서 공부하면서 존 웨슬리의 감리교 운동의 모태인 홀리 클럽 운동에 참여하였다. 성공회 사제가 된 그는 1736년 6월 27일 자신이 세례를 받은 글로스터 교회에서 3년간 사목을 하였다. 복음주의적 감리교 운동과 함께 1739년부터 옥외 설교를 시작했는데, 당시 휫필드는 감성적인 설교로 많은 이들을 그리스도께로 인도하였다. 그는 미국에서도 활동하였는데 교단과 관계 없이 복음 전도에 힘을 썼다. 1740년 2차 미국 방문 시 조지아에 보육원을 설립하고, 순회 설교로 많은 사람들에게 전도하였다. 특히 그의 노스햄프턴 교회(장로교 목사인 조너선 에드워즈 목사가 사목한 개신교회이다.)설교는 미국 개신교 부흥 운동 중 하나인 1차 대각성 운동에 영향을 줄 정도로 영향력이 있었다. 그는 존 웨슬리와 동역 관계였는데, 웨슬리를 '앞으로 죽어서 하나님 나라에 가면 주님 곁에 가까이 있을 사람'이라고 부를 정도로 존경하였다. 하지만 사회문제에 대한 관심은 달라서 존 웨슬리 목사는 노예해방 문제에, 조지 휫필드는 아동복지 문제에 관심이 많았다. 실제로 존 웨슬리는 신자인 윌리엄 윌버포스의 노예해방 운동을 격려하였고, 조지 휫필드는 미국에서의 순회 설교 시 보육원 기금 마련을 위한 설교를 하였다.

## 미국에서의대각성 (운동)
휫필드는 보스톤에서 회심하지 않은 목사에 대해서 설교하였다. 또한 서필드에 모인 회중 가운데서도 많은 목회자가 있음을 알고, 그들이 설교하기 전에 반드시 회심할 필요가 있음에 대해 강조했다. 하지만 이런 설교에 대해 큰 논쟁이 벌어졌다. 이런 설교에 대한 조너선 에드워즈는 친절하게 조언을 해 주었는 데, 자칫하면 젊은 사람들이 목사들의 회심여부를 속단할 수 있기 때문이었다.
1739년에 미국에 도착했을 때 벤저민 프랭클린을 만났으며 프랭클린은 휫필드를 그의 집에 머물게 하며 휫필드의 설교와 저널을 출판하기를 도왔다. (벤저민 프랭클린 자서전) 

## 영국으로 돌아온 후의 사역
미국에서 돌아온 휫필드는 청중들로부터 외면을 당하면서 힘겨운 시간을 보냈다. 그것은 그가 없는 사이에 웨슬리가 휫필드에 대하여 이단성이 있다고 말한 것이 이유였다. 그것은 웨슬리가 선택교리를 싫어한 것이기 때문이었다.

### 스코틀랜드에서의 사역
스코틀랜드에서 휫필드를 초청한 자는 랄프 어스킨과 에벤에셀 어스킨 형제였다. 그 당시 스코틀랜드에는 에벤에셀 어스킨 목사의 설교로 이미 뜨거워져 있었다.

## 참고 자료
- 국민일보 2006년 6월 28일자 기사 《라이즈업 코리아― 박용규교수의 부흥현장을 가다(11)- 조지 휘트필드·글로스터 》[깨진 링크(과거 내용 찾기)]
- 《5시간만에 읽는 재미있는 교회사》/유재덕 지음/작은 행복